# Saxifraga canaliculata
La saxifraga acanalada o Saxifraga caniculata es una especie de planta  perteneciente a la familia Saxifragaceae. 

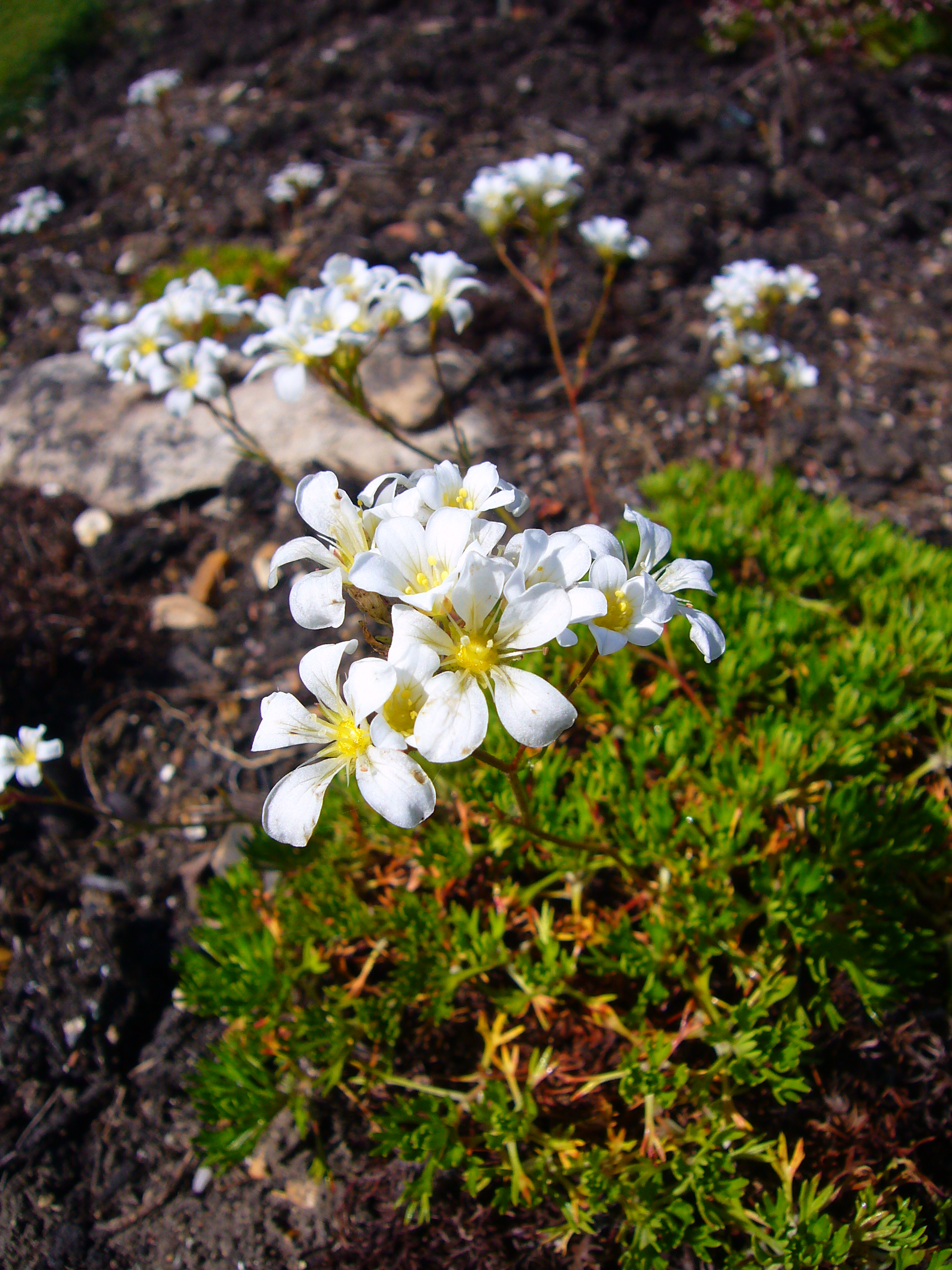
Detalle de las flores

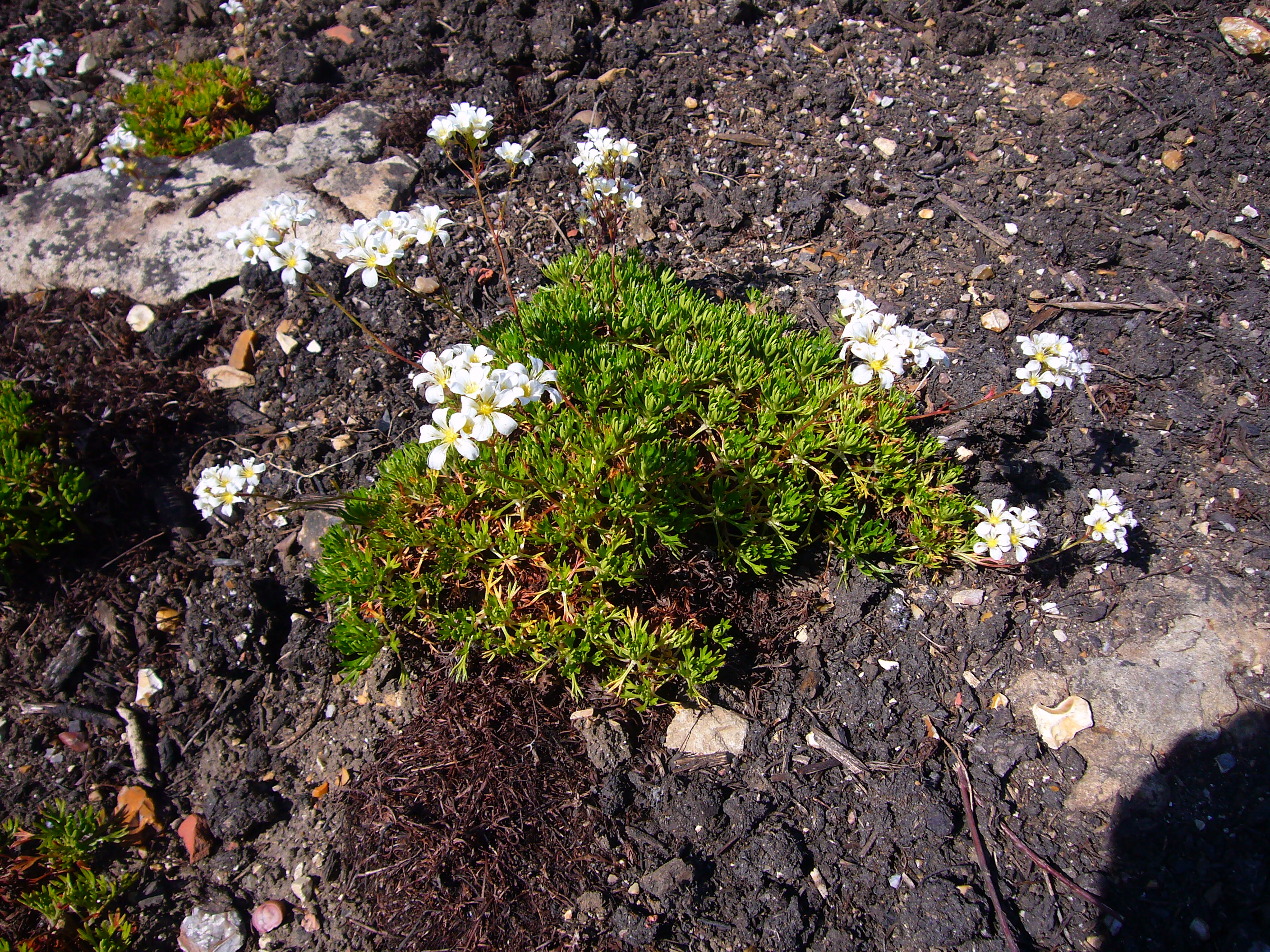
En su hábitat

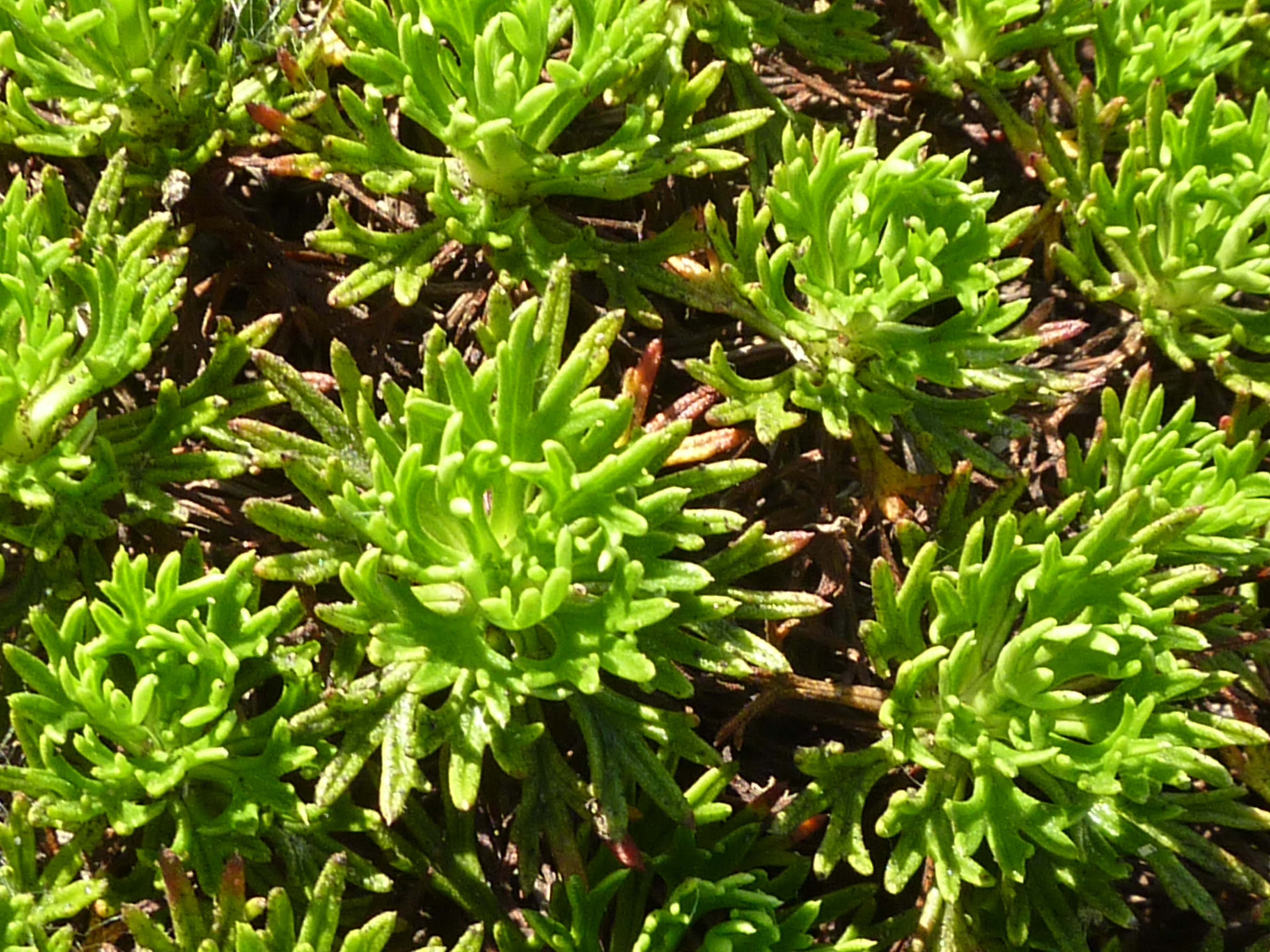
Detalle

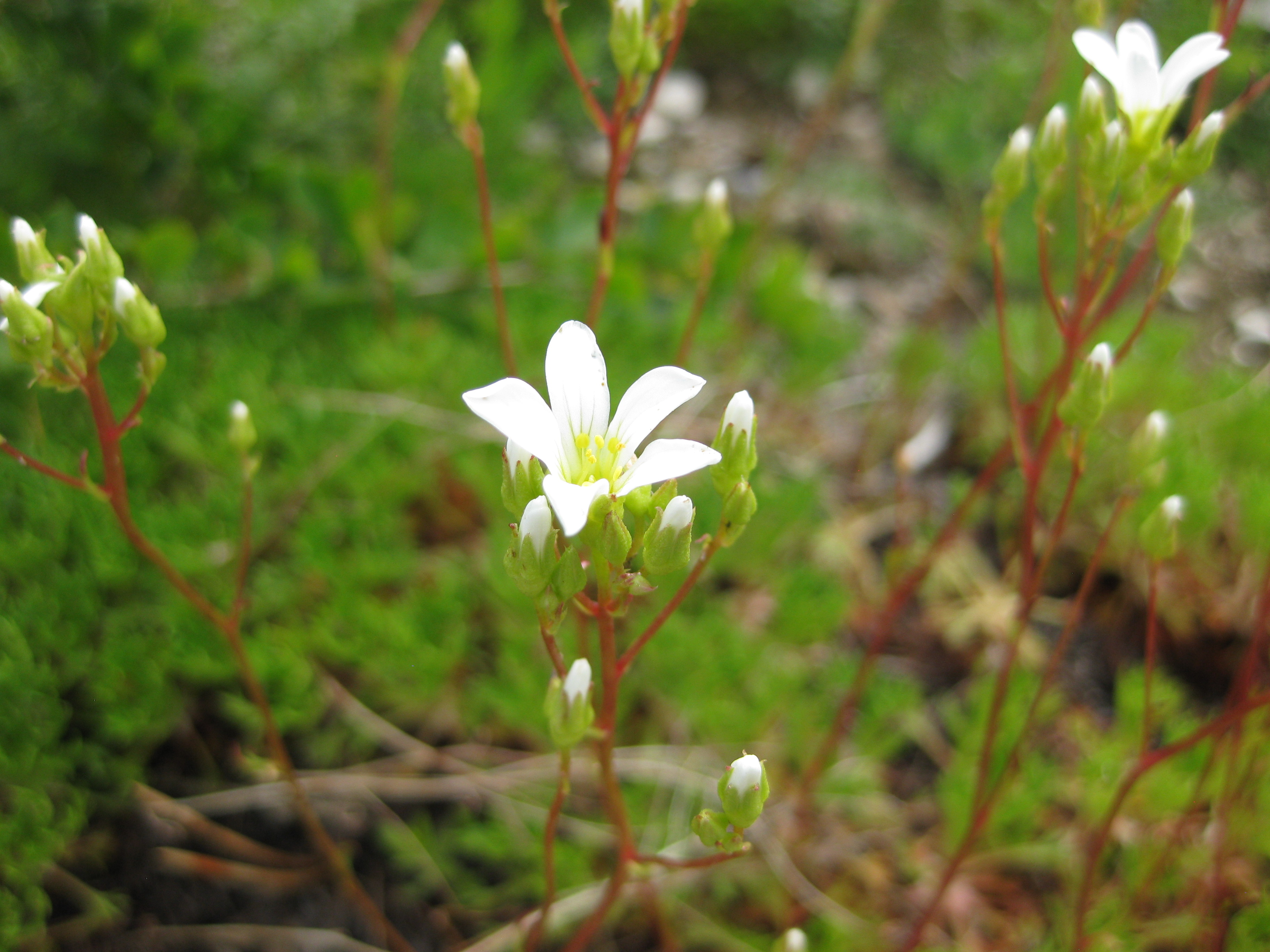
En su hábitat

## Descripción
Es una planta perenne, laxamente pulvinular, glabra, viscosa, con numerosas glándulas inmersas que le confieren olor balsámico en verano, en ocasiones con tallos y hojas algo purpúreos. Tallos floríferos de hasta 30 cm, terminales, erectos. Hojas basales (9)13-17(30) x (4)6-8(15) mm, de márgenes engrosados, coriáceas, glabras; lámina de contorno flabelado, con 3-5(9) lóbulos o partes –el central (3)4-6(9) x 0,5-1(1,5) mm, generalmente indiviso–, linear-elípticos, con frecuencia de sección circular, apiculados, divergentes, con un surco acanalado longitudinal; pecíolo claramente diferenciado, de longitud igual o algo mayor que la de la lámina, de c. 1 mm de anchura en la parte media, de sección ± circular, con un surco acanalado longitudinal en el haz; hojas de los tallos floríferos 2-4, con 1-3(5) lóbulos o partes. Inflorescencia en panícula ovoidea o corimbiforme, con (5)8-13(18) flores; brácteas enteras o trífidas; pie de la inflorescencia de longitud 2-3 veces mayor que la de ésta. Hipanto provisto de algunas glándulas sésiles. Sépalos (2)3-4 mm, linear-deltoideos, atenuados y apiculados. Pétalos (4)6-8(10) x (1)2-4(5) mm, obovados u obovado-espatulados, imbricados, blancos. Ovario casi ínfero. Fruto globoso –en ocasiones ovoideo–.Semillas 0,55-0,8 x 0,25-0,4 mm, con micropapilas y tubérculos. Tiene un número de cromosomas de 2n = 52; n = 26, 27, 27 + 3B.

## Distribución
Se encuentra en fisuras de roquedos y cantiles calizos, más rara sobre cuarcitas; a una altitud de 1000-2000 metros en la cordillera Cantábrica.

## Taxonomía
Saxifraga caniculata fue descrita por Boiss. & Reut. ex Engl. y publicado en Monogr. Saxifr. 169. 1872.
Etimología
Saxifraga: nombre genérico que viene del latín saxum, ("piedra") y frangere, ("romper, quebrar"). Estas plantas se llaman así por su capacidad, según los antiguos, de romper las piedras con sus fuertes raíces. Así lo afirmaba Plinio, por ejemplo.
canaliculata: epíteto latino que significa "acanalada".
Sinonimia
- Saxifraga paniculata var. canaliculata (Boiss. & Reut. ex Engl.) Cámara
- Saxifraga trifurcata subsp. canaliculata (Boiss. & Reut. ex Engl.) Pau[5][1]

Híbridos
- Saxifraga x faucicola
- Saxifraga x fontqueri
- Saxifraga x lainzii
- Saxifraga x montserratii
- Saxifraga x pseudocontinentalis[6]